# Campionato Paulista 1961
Il Campionato Paulista 1961 è stata la 60ª edizione della massima serie calcistica dello stato di San Paolo, organizzata dalla Federaçao Paulista de Futebol. Il torneo è iniziato il 2 luglio 1961 e si è concluso il 17 dicembre 1961 con la vittoria del Santos, alla sesta affermazione nel campionato statale.
Per la quinta volta consecutiva, il capocannoniere del torneo è stato Pelé, autore di 47 reti.

## Stagione

### Novità
Il numero di squadre iscritte al campionato è ridotto a 16: a fronte delle retrocessioni di América-SP, Corinthians-PP e Ponte Preta della stagione precedente, dalla seconda divisione è promosso il Esportiva Guaratinguetá.

### Formula
Il campionato si disputò in un girone unico con partite di andata e ritorno

## Squadre partecipanti
| Club                    | Città          |
| ----------------------- | -------------- |
| Botafogo-SP             | Ribeirão Preto |
| Comercial               | Ribeirão Preto |
| Corinthians             | San Paolo      |
| Esportiva Guaratinguetá | Guaratinguetá  |
| Ferroviária             | Araraquara     |
| Guarani                 | Campinas       |
| Jabaquara               | Santos         |
| Juventus-SP             | San Paolo      |
| Noroeste                | Bauru          |
| Palmeiras               | San Paolo      |
| Portuguesa              | San Paolo      |
| Portuguesa Santista     | Santos         |
| San Paolo               | San Paolo      |
| Santos                  | Santos         |
| Taubaté                 | Taubaté        |
| XV de Piracicaba        | Piracicaba     |

## Classifica finale
|                      | Pos. | Squadra                 | Pt | G  | V  | N | P  | GF  | GS | DR  |
| -------------------- | ---- | ----------------------- | -- | -- | -- | - | -- | --- | -- | --- |
| San Paolo (bandiera) | 1.   | Santos                  | 53 | 30 | 25 | 3 | 2  | 113 | 33 | +80 |
|                      | 2.   | Palmeiras               | 50 | 30 | 22 | 6 | 2  | 82  | 29 | +53 |
|                      | 3.   | San Paolo               | 41 | 30 | 18 | 5 | 7  | 73  | 40 | +33 |
|                      | 4.   | Portuguesa              | 40 | 30 | 19 | 2 | 9  | 77  | 56 | +21 |
|                      | 5.   | Ferroviária             | 38 | 30 | 15 | 8 | 7  | 65  | 45 | +20 |
|                      | 6.   | Corinthians             | 33 | 30 | 12 | 9 | 9  | 49  | 48 | +1  |
|                      | 6.   | Guarani                 | 33 | 30 | 15 | 3 | 12 | 53  | 42 | +11 |
|                      | 8.   | Botafogo-SP             | 27 | 30 | 10 | 7 | 13 | 38  | 57 | -19 |
|                      | 9.   | Comercial (RP)          | 26 | 30 | 10 | 6 | 14 | 38  | 45 | -7  |
|                      | 10.  | Esportiva Guaratinguetá | 24 | 30 | 10 | 4 | 16 | 43  | 64 | -21 |
|                      | 10.  | XV de Piracicaba        | 24 | 30 | 9  | 6 | 15 | 49  | 71 | -22 |
|                      | 12.  | Juventus-SP             | 21 | 30 | 10 | 1 | 19 | 35  | 74 | -39 |
|                      | 13.  | Taubaté                 | 20 | 30 | 7  | 6 | 17 | 39  | 62 | -23 |
|                      | 14.  | Jabaquara               | 19 | 30 | 8  | 3 | 19 | 43  | 69 | -26 |
|                      | 14.  | Noroeste                | 19 | 30 | 6  | 7 | 17 | 50  | 74 | -24 |
|                      | 16.  | Portuguesa Santista     | 12 | 30 | 5  | 2 | 23 | 31  | 69 | -38 |

Legenda:

      Campione dello Stato di San Paolo

      Retrocessa in Campionato Paulista A2 1962
Regolamento:

Due punti a vittoria, uno a pareggio, zero a sconfitta.

## Risultati
Ogni riga indica i risultati casalinghi della squadra segnata a inizio della riga, contro le squadre segnate per colonna (che invece avranno giocato l'incontro in trasferta). Al contrario, leggendo la colonna di una squadra si avranno i risultati ottenuti dalla stessa in trasferta, contro le squadre segnate in ogni riga, che invece avranno giocato l'incontro in casa.
Alcune gare sono state giocate sia all'andata che al ritorno nello stesso stadio, ma il tabellone dei risultati riporta questi ultimi come se le partite si fossero giocate in casa e in trasferta, per una migliore comprensione. Ne sono un esempio le sfide tra Corinthians e Juventus-SP, giocate entrambe in casa del Corinthians.
|                     | BOT  | COM  | COR  | ESP  | FER  | GUA  | JAB  | JUV  | NOR  | PAL  | POR  | PSA  | SAN  | SPA  | TAU  | XVP  |
| ------------------- | ---- | ---- | ---- | ---- | ---- | ---- | ---- | ---- | ---- | ---- | ---- | ---- | ---- | ---- | ---- | ---- |
| Botafogo-SP         | –––– | 0-0  | 2-2  | 2-2  | 0-1  | 1-0  | 1-0  | 1-0  | 2-1  | 2-3  | 3-2  | 2-1  | 0-3  | 2-2  | 2-1  | 3-2  |
| Comercial (RP)      | 1-2  | –––– | 3-2  | 1-0  | 1-1  | 0-0  | 2-0  | 3-0  | 1-1  | 1-4  | 1-2  | 1-0  | 1-4  | 2-1  | 4-2  | 3-1  |
| Corinthians         | 2-2  | 2-1  | –––– | 6-0  | 1-2  | 1-2  | 2-1  | 1-1  | 4-0  | 1-1  | 3-1  | 1-0  | 1-5  | 0-0  | 1-0  | 2-1  |
| Esportiva           | 3-1  | 2-1  | 3-0  | –––– | 3-2  | 1-0  | 1-2  | 1-2  | 3-3  | 0-3  | 1-4  | 2-0  | 0-4  | 1-3  | 3-3  | 3-1  |
| Ferroviaria         | 3-0  | 2-1  | 2-1  | 2-0  | –––– | 4-1  | 1-1  | 4-1  | 3-1  | 2-2  | 0-0  | 2-0  | 0-1  | 2-2  | 7-2  | 3-1  |
| Guarani             | 3-1  | 0-3  | 2-3  | 2-0  | 6-2  | –––– | 6-1  | 2-0  | 2-1  | 2-0  | 3-1  | 2-0  | 1-2  | 3-0  | 0-0  | 1-0  |
| Jabaquara           | 6-2  | 0-0  | 2-1  | 1-3  | 1-3  | 0-2  | –––– | 0-2  | 3-0  | 3-4  | 0-3  | 3-1  | 2-1  | 0-1  | 2-0  | 4-2  |
| Juventus-SP         | 0-2  | 1-0  | 0-1  | 0-2  | 2-7  | 2-1  | 3-1  | –––– | 2-1  | 2-4  | 3-4  | 3-2  | 1-3  | 1-3  | 1-0  | 2-0  |
| Noroeste            | 1-1  | 3-2  | 1-2  | 3-2  | 0-0  | 2-2  | 4-0  | 1-2  | –––– | 2-4  | 1-3  | 3-0  | 1-7  | 3-0  | 6-1  | 3-3  |
| Palmeiras           | 3-0  | 3-0  | 1-1  | 2-1  | 2-1  | 2-1  | 1-0  | 5-0  | 5-0  | –––– | 3-1  | 6-0  | 3-2  | 0-0  | 5-0  | 3-1  |
| Portuguesa          | 5-2  | 2-1  | 7-0  | 3-1  | 4-1  | 3-1  | 5-1  | 3-1  | 3-1  | 1-1  | –––– | 2-0  | 1-3  | 0-6  | 4-1  | 6-3  |
| Portuguesa Santista | 2-0  | 4-0  | 2-3  | 0-1  | 1-4  | 0-1  | 2-2  | 2-1  | 3-1  | 1-5  | 0-2  | –––– | 0-0  | 1-2  | 2-1  | 1-2  |
| Santos              | 4-1  | 1-0  | 1-1  | 5-1  | 6-2  | 3-1  | 4-0  | 10-1 | 4-2  | 2-1  | 6-1  | 5-2  | –––– | 4-1  | 4-2  | 6-1  |
| San Paolo           | 2-0  | 3-1  | 1-0  | 4-1  | 3-1  | 5-2  | 3-1  | 5-0  | 5-0  | 0-0  | 6-1  | 5-3  | 3-6  | –––– | 3-0  | 3-1  |
| Taubaté             | 2-1  | 1-2  | 2-2  | 2-0  | 0-0  | 2-3  | 5-3  | 1-0  | 2-2  | 1-2  | 0-1  | 4-0  | 0-0  | 2-0  | –––– | 1-2  |
| XV de Piracicaba    | 0-0  | 1-1  | 2-2  | 2-2  | 1-1  | 2-1  | 4-3  | 4-1  | 2-1  | 1-4  | 2-1  | 3-1  | 2-7  | 2-1  | 0-1  | –––– |